# Кейти Пери: Част от мен
„Кейти Пери: Част от мен“ (на английски: Part of Me) е щатски автобиографичен документален концертен филм от 2012 г. за Кейти Пери. Режисиран е от Дан Кътфорт и Джейн Липсиц и е пуснат в САЩ, Канада, Великобритания и Ирландия на 5 юли 2012 г.